# Sunbelt Personal Firewall
Sunbelt Personal Firewall (conosciuto anche come Kerio Personal Firewall) è un firewall per computer originariamente sviluppato dalla Kerio Technologies.
Kerio Technologies ha successivamente abbandonato lo sviluppo del suo personal firewall, per la dura concorrenza delle soluzioni di sicurezza all-in-one. Successivamente il suo sviluppo è stato ripreso dalla Sunbelt Software, arrivato all'attuale versione 4.6.1861, la versione ora non è più gratuita ma utilizzabile in modalità trial per 30 giorni.